# Emil Martinsen Lilleberg
Emil Martinsen Lilleberg (né le 2 février 2001 à Sarpsborg en Norvège) est un joueur professionnel norvégien de hockey sur glace. Il évolue au poste de défenseur.

## Biographie

### Carrière en club
Formé au Sparta Sarpsborg, Martinsen Lilleberg commence sa carrière sénior avec l'équipe première en 2018 dans l'EliteHockey Ligaen. Il est choisi au 4e tour, en 107e position par les Coyotes de l'Arizona lors du repêchage d'entrée dans la LNH 2021. De 2021 à 2023, il porte les couleurs de l'IK Oskarshamn dans la SHL. Le 5 juin 2023, il signe un contrat de deux saisons avec le Lightning de Tampa Bay. Il est assigné au Crunch de Syracuse, club-école du Lightning dans la Ligue américaine de hockey. Le 6 janvier 2024, il joue son premier match avec le Lightning dans la Ligue nationale de hockey face aux Bruins de Boston. Le 9 janvier 2024, il enregistre son premier point dans la LNH, une assistance face aux Kings de Los Angeles. Le 13 avril 2025, il marque son premier but dans la LNH face aux Sabres de Buffalo.

### Carrière internationale
Il représente la Norvège au niveau international. Il prend part aux sélections jeunes.

## Trophées et honneurs personnels

### Norvège
- 2018-2019 : nommé recrue de la saison.

## Statistiques

### En club
| Saison    | Équipe                 | Ligue              |    | Saison régulière | Saison régulière | Saison régulière | Saison régulière | Saison régulière |   | Séries éliminatoires | Séries éliminatoires | Séries éliminatoires | Séries éliminatoires | Séries éliminatoires |
| Saison    | Équipe                 | Ligue              | PJ | B                | A                | Pts              | Pun              | PJ               | B | A                    | Pts                  | Pun                  |                      |                      |
| 2018-2019 | Sparta Sarpsborg       | EliteHockey Ligaen | 37 | 1                | 1                | 2                | 24               | 6                | 0 | 0                    | 0                    | 4                    |                      |                      |
| 2019-2020 | Sparta Sarpsborg       | EliteHockey Ligaen | 39 | 0                | 12               | 12               | 71               | -                | - | -                    | -                    | -                    |                      |                      |
| 2020-2021 | Sparta Sarpsborg       | EliteHockey Ligaen | 18 | 2                | 2                | 4                | 39               | -                | - | -                    | -                    | -                    |                      |                      |
| 2021-2022 | IK Oskarshamn          | SHL                | 47 | 0                | 7                | 7                | 16               | 10               | 0 | 0                    | 0                    | 2                    |                      |                      |
| 2022-2023 | IK Oskarshamn          | SHL                | 46 | 3                | 8                | 11               | 41               | 3                | 0 | 1                    | 1                    | 2                    |                      |                      |
| 2023-2024 | Crunch de Syracuse     | LAH                | 33 | 2                | 11               | 13               | 45               | 5                | 0 | 2                    | 2                    | 2                    |                      |                      |
| 2023-2024 | Lightning de Tampa Bay | LNH                | 37 | 0                | 5                | 5                | 16               | 5                | 0 | 0                    | 0                    | 2                    |                      |                      |